# 三阳集乡
三阳集乡，是中华人民共和国江西省南昌市进贤县下辖的一个乡镇级行政单位。

## 行政区划
三阳集乡下辖以下地区：
赵埠村、石山村、荆陵村、北坑村、钟家村、大岭村、艾家村、藕塘村、凤凰村和三阳村。